# Дванаест мајмуна
Дванаест мајмуна (енгл. 12 Monkeys) је амерички научнофантастични филм из 1995. године, редитеља Терија Гилијама, према сценарију који су Дејвид и Џенет Пиплс написали на основу француског кратког филма Пристаниште (1962). Главне улоге у филму тумаче Брус Вилис, Мадлен Стоу, Бред Пит и Кристофер Пламер. Радња филма смештена је у постапокалиптичну будућност у којој је човечанство скоро уништено пандемијом, а прати осуђеника који бива послат назад кроз време како би прикупио информације о вештачком вирусу који је збрисао већину људске популације на планети.
Филм је биоскопски објављен 29. децембра 1995. године. Наишао је на позитивне рецензије критичара и зарадио је преко 168 милиона долара широм света. Био је номинован за два Оскара, у категоријама за најбољег споредног глумца (Бред Пит) и најбољу костимографију. Филм је такође освојио три награде Сатурн, док је Бред Пит награђен Златним глобусом за најбољег споредног глумца.

## Радња
Радња започиње у тридесетим годинама 21. века, када су људи присиљени да живе у подземљу, будући да је површина земље контаминирана вирусом који је 1996. и 1997. године убио већину човечанства. Верује се да је за ширење вируса крива група биотерориста под називом „Војска дванаест мајмуна”.
Џејмс Кол је ситни криминалац прогоњен сновима о пуцњави на аеродрому. Као осуђеник присиљен је на опасну мисију истраживања површине напуштене Филаделфије ради сакупљања биолошких узорака за научна истраживања. Захваљујући способностима које је показао у обављању задатака, Кол је одређен за учествовање у још важнијем делу програма. Научници будућности измислили су непоуздану методу путовања кроз време, којом се користе да би покушали да открију узроке болести која је током 1990-их готово уништила човечанство. Приликом слања људи у прошлост не могу бити сигурни у ком времену ће тачно завршити, а путници су након путовања прилично дезоријентисани и психички нестабилни. Један од тих путника је и Кол, који је требало да буде послат у октобар 1996. године, неколико недеља пре избијања болести, но због несавршености методе завршава у априлу 1990. Након насилног сукоба с полицијом и због тврдњи да је путник кроз време, смештен је у психијатријску болницу где га испитује докторка Кетрин Рејли.
За време боравка тамо упознаје Џефрија Гојнса, поремећеног антиконзумеристу и борца за права животиња, чији је отац угледни научник. Уз Гојнсову помоћ Кол покушава да побегне, након чега је ухваћен и смештен у изоловану ћелију одакле нема могућности за бег. Одатле се враћа назад у своје време, остављајући збуњено особље установе.
У другом покушају путовања Кол накратко завршава усред битке Првог светског рата, где је рањен у ногу, али убрзо доспева у циљано време, неколико недеља пре избијања болести за време божићне сезоне 1996. године. Докторка Рејли је у међувремену постала заинтересована за случајеве самозваних пророка и путника кроз време који су упозоравали на катастрофалну болест. О теми је објавила и књигу, наводећи такве случајеве који сежу све до 14. века. Сазнавши за промоцију њене књиге, Кол је киднапује након предавања. Иако верује да је Кол луд, она ипак одлучује да му помогне након што се увери да није опасан.
За време њихове потраге за „Војском дванаест мајмуна”, докторка Рејли почиње да верује у Колову причу након што открије метак из Првог светског рата у његовој нози и схвати да је он унапред знао расплет актуелног медијског случаја о дечаку који је наводно пао у бунар. С друге стране, Кол, одушевљен светом прошлости и заљубљен у докторку Рејли, сам почиње да сумња у властито ментално здравље, и полако бива уверен да је цела прича о путовању кроз време заправо плод његове маште.
Њих двоје ускоро откривају „Војску дванаест мајмуна” и њеног вођу – Гојнса. Рејлијева оставља поруку о њиховим сазнањима на надзираном телефонском броју, који су Колу дали научници из будућности. Кол сада схвата да је цела прича истинита, јер је њену поруку већ чуо пре него што је кренуо у мисију путовања кроз време.
Будући да сматра како је обавио свој задатак, Кол жели да остане у прошлости и проведе време с докторком Рејли. Њих двоје одлазе на аеродром, како би отпутовали из града. Одатле, путем телефонске поруке, он обавештава научнике о свом открићу да „Војска дванаест мајмуна” није крива за ширење вируса и да су им досадашње информације погрешне, као и да сам напушта задатак. Истовремено Рејлијева сусреће доктора Питерса, сарадника Гојнсовог оца, и схвата да је он управо на путу да рашири вирус по свету. Кол покушава да спречи Питерса, али полиција га смртно рањава: он умире у рукама докторке Рејли. Држећи га у наручју, она гледа у очи дечака у близини који је заправо млади Кол, а сцена је иста као у сну који га је касније прогањао кроз живот.
Иако је Кол мртав, његов задатак је успешно обављен. Филм се завршава тако што научница из будућности седа поред Питерса у авиону и говори му да је њен посао „осигурање”.

## Улоге
| Глумац              | Улога           |
| ------------------- | --------------- |
| Брус Вилис          | Џејмс Кол       |
| Џозеф Мелито (млад) | Џејмс Кол       |
| Мадлен Стоу         | др Кетрин Рејли |
| Бред Пит            | Џефри Гојнс     |
| Кристофер Пламер    | др Лиланд Гојнс |
| Френк Горшин        | др Флечер       |
| Џон Седа            | Хозе            |
| Ернест Абуба        | инжењер         |
| Бил Рејмонд         | микробиолог     |
| Сајмон Џоунс        | зоолог          |
| Боб Адријан         | геолог          |
| Керол Флоренс       | астрофизичарка  |
| Џ. Мајкл Волс       | ботаничар       |
| Дејвид Морс         | др Питерс       |
| Кристофер Мелони    | Халперин        |

## Занимљивости
- У сцени смештеној у биоскопу, на филмском платну у позадини се приказује сцена из Хичкокове Вртоглавице, где главна јунакиња коментарише живот гледајући на годове стабла. Слична сцена постоји и у Пристаништу. Додатна иронија је и у томе да се након ове сцене Џејмс Кол и докторка Рејли (коју глуми Мадлен Стоу) загрле, док у приказаној сцени из Вртоглавице, глумац Џејмс (Стјуарт) загрли лик из филма по имену Мадлен.
- Џефри Гојнс је донекле сличан Тајлеру Дардену, лику којег Бред Пит тумачи у филму Борилачки клуб, из 1999. године. Обојица оштро критикују потрошачко друштво и настоје путем тероризма дестабилизовати друштво у ком живе управљајући властитом војском (Дванаест мајмуна и Свемирски мајмуни). Пит је улогу неугледног Гојнса прихватио јер је желео да се реши репутације лепотана која га је пратила с обзиром на претходне улоге.